# Jacques-François Amand
Pour les articles homonymes, voir Amand.
Jacques-François Amand, né en 1730 à Goult, et mort le 6 mars 1769 à Paris, est un peintre français

## Biographie
Élève de Jean-Baptiste Marie Pierre, Jacques-François Amand remporte le prix de Rome en 1756 avec un tableau Samson et Dalila conservé à Mayence au musée du Land. Il arrive à Rome en 1758 et y séjourne jusqu'en 1762.
Il est reçu membre de l'Académie royale de peinture et de sculpture en 1767.

## Œuvres dans les collections publiques
Allemagne
- Mayence, musée du Land : Samson et Dalila, envoi en 1803 à la suite de l'Arrêté Chaptal[3].

États-Unis
- Pittsburgh, Carnegie Museum of Art : Vendeuse de légumes.

France
- Dijon, musée Magnin : Le Frappement du rocher, attribution.
- Paris, École nationale supérieure des beaux-arts : Vue du Colisée, sanguine, 39,2 × 53,4 cm[4]. Cette feuille compose une description minutieuse de l'appareillage du monument et une représentation précise de la végétation. Certainement exécuté lors de son pensionnat à l'Académie de France à Rome de 1759 à 1763[5].
- Quimper, musée des Beaux-Arts : Joseph vendu par ses frères.